# Sandstone, Minnesota
Sandstone är en ort i Pine County i Minnesota. Enligt 2010 års folkräkning hade Sandstone 2 849 invånare.